# Cetu Javu
Cetu Javu fue una banda alemana de synth pop, teniendo su mayor popularidad entre 1987 y mediados de la década de 1990. 
Su cantante principal (Javier Revilla-Díez) nació en Hannover, aunque era hijo de españoles que emigraron de Palencia a Alemania, por ello algunas canciones fueron cantadas en castellano además del inglés. 
La banda fue muy conocida por temas como "Have in Mind" y "A dónde".

## Historia
En 1984 el músico Chris Demere y el cantante Javier Revilla-Díez, ambos residentes en Hannover, forman la banda Cetu Javu. Tras incorporar diferentes músicos, la formación se sellaría con la incorporación de los hermanos Stefan Engelke y Torsten Engelke. Así, como cuarteto, se presentarían en vivo y lograrían el tercer puesto de un concurso, lo que les permitió grabar sus primeras maquetas.
En diciembre de 1986 telonearon a Erasure, y un año más tarde, tras ser rechazados en varias discográficas, Chris Demere crea un sello discográfico, Deme Records, con el que editan sólo 1.000 copias de su primer sencillo, Help Me Now!.
Tras fracasar en varios intentos de publicar en algún sello importante tanto las maquetas como Help Me Now!, lo logran en 1988 con un incipiente tema llamado Situations, a través el sello ZYX Records. Este tema traía una cara B, ¿Quién lo sabía?, cantado en castellano, que se convirtió en un éxito en España.
Ayudados por estos primeros éxitos, a finales de 1988 publican el que sería su primer gran éxito, «Have In Mind». Al año siguiente volverían a golpear fuerte en el mercado español y se extenderían a Hispanoamérica con su tema «A dónde».
En esa época Stefan Engelke dejó la banda y fue reemplazado por Thorsten "Todde" Kraass.
Como era de esperar, en 1990 ZYX Records editó un álbum, Southern Lands, que contenía los cuatro sencillos previamente publicados.
Aprovechando el éxito en el mercado hispanohablante, su siguiente álbum, Where is Where, fue editado en 1992 por el sello español Blanco y Negro Music. El álbum consiguió tener algunas canciones exitosas, como ¿Por qué?, y otras que se extrajeron también estaban cantadas en español: Dame tu Mano y Una Mujer.
En 1994 la banda decidió separarse. Javier Revilla-Díez es actualmente profesor de Geografía en la Universidad de Hanóver.
El 19 de noviembre de 2020, 25 años después sin aparecer en ningún medio, Javier Revilla concede una entrevista exclusiva al locutor de radio español Migue Moreno donde cuenta toda la historia del grupo.

## Discografía

### Álbumes
- Southern Lands (ZYX Records, Galaxis, 1990)
- Where is Where (Blanco y Negro Music, 1992)
- Tiempo de Remixes (CD, Remix-Collection, 1994)
- 12" Singles Collection (CD, colección de remixes en Brasil, 2006)

### Sencillos
- Help Me Now! (Deme Records, 1987).
- Situations / ¿Quién lo sabía? (ZYX Records, 1988).
- Have In Mind (ZYX Records, 1988).
- So strange (ZYX Records, 1988).
- A dónde (Basic Mix, 1989).
- ¿Por qué? (Blanco y Negro Music, 1991).
- Dame Tu Mano (Blanco y Negro Music, 1992).
- Una Mujer (Blanco y Negro Music, 1993).[4]
- A dónde (Remix) / Una mujer (12", 1994)
- ¿Por qué? (Remix) (12", 1994)
- Tiempo (Remix) (12", 1994)
- Have in Mind / Situations (5" CD, 1999)
- Situations (Remixes) (12", 2004)